# Alan Dershowitz

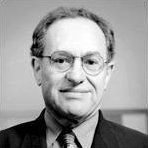

Alan Dershowitz (1938-) é um advogado dos Estados Unidos, professor em Harvard e estudioso do conflito árabe-israelense, conhecido por adotar posições 'pró-Israel'.

## Caso Dershowitz–Finkelstein
Logo após a publicação do livro The Case for Israel, por Dershowitz, o acadêmico Norman Finkelstein alegou que o livro era "uma coleção de fraude, falsificação, plagiarismo e nonsense". Finkelstein acusou Dershowitz de cometer plagiarismo ao utilizar o livro From Time Immemorial, de Joan Peters. Dershowitz respondeu eu seu livro The Case for Peace e alegou haver uma campanha política de vilificação liderada por Finkelstein, Noam Chomsky e Alexander Cockburn contra vários acadêmicos pró-Israel.